# Michel Giard
Pour les articles homonymes, voir Giard.
Michel Giard, né en 1946 aux Pieux (Manche), est un écrivain français, auteur de quelques romans policiers, d'ouvrages historiques et de monographies sur le Cotentin.

## Biographie
Il est diplômé de l'École supérieure de commerce de Rouen.
Très attaché à sa Manche natale, il a consacré, entre autres, un ouvrage au canton des Pieux. 
Historien de la SNSM, il est spécialiste des mousses et marins normands. Véritable touche-à-tout, il publie aussi bien des romans policiers que des livres d'histoire ou de curiosités. 
En 2016, il remporte le prix littéraire du Cotentin pour Un sou de bonheur.

## Œuvres

### Romans
- Hurler avec les loups à Canteleu, éd. Charles Corlet, 2003  (ISBN 2847060774)
- Brasse coulée, éd. Cheminements, coll. « Chemin noir », 2005
- Terminus gare Saint-Lazare, éd. Cheminements, coll. « Chemin noir », 2006
- Un sou de bonheur, éditions de Borée, 2016  (ISBN 978-2-8129-1982-4)

### Autres publications
- Les Pieux d'avant, Éditions de la Fenêtre ouverte du Cotentin, coll. « Cotentin vivant », 1986  (ISBN 2-905446-03-X)
- Flamanville : d'une marée è l'autre, Éditions de la Fenêtre ouverte du Cotentin, coll. « Cotentin vivant », 1987  (ISBN 2-905446-06-4)
- Avec ceux de Goury, C. Corlet, 1989  (ISBN 2-85480-213-6)
- Les Canotiers de l'impossible, C. Corlet, 1990  (ISBN 2-85480-244-6)
- À l'abordage !, éditions Charles Corlet, 1993  (ISBN 2-85480-523-2)
- La Mer et rien d'autre, éditions Charles Corlet, 1993  (ISBN 2-85480-452-X)
- Ouistreham : d'une tempête à l'autre, éditions Charles Corlet, 1993  (ISBN 2-85480-481-3)
- Le Canton des Pieux, éditions Alan Sutton, coll. « Mémoire en images », 1996  (ISBN 2-910444-85-6)
- Dieppe, éditions Alan Sutton, coll. « Mémoire en images », 1996  (ISBN 2-84253-024-1)
- La Hague, éditions Alan Sutton, coll. « Mémoire en images », 1996  (ISBN 2-910444-91-0)
- Rouen, éditions Alan Sutton, coll. « Mémoire en images », 1996  (ISBN 2-84253-029-2)
- Les Mousses, Glénat, coll. « Les travailleurs de la mer », 1996  (ISBN 2-7234-1944-4)
- Le Canton de La Haye-du-Puits, éditions Alan Sutton, coll. « Mémoire en images », 1997  (ISBN 2-84253-035-7)
- Le Tréport, éditions Alan Sutton, coll. « Mémoire en images », 1997  (ISBN 2-84253-067-5)
- S.O.S. sauveteurs en mer, Glénat, coll. « Les travailleurs de la mer », 1997  (ISBN 2-7234-2360-3)
- Mousses et marins au combat : 1914-1954, éd. Charles Corlet, 2001  (ISBN 2-84706-005-7)
- L'Esprit de la brouette, éd. Cheminements, coll. « L'esprit de la Création », 2004  (ISBN 2-84478-270-1)
- Les Corsaires de la Baie d'Ha-Long|baie d'Along, éd. Cheminements, coll. « Une mémoire », 2004  (ISBN 2-84478-323-6)
- Le Canton des Pieux : raconté par la carte postale ancienne, C. Corlet, 2007  (ISBN 978-2-84706-254-0)
- Diélette : une mine sous la mer, éditions Alan Sutton, coll. « Témoignages et récits », 2007  (ISBN 978-2-84910-588-7)
- Les Outils du jardin, éditions Alan Sutton, coll. « Parcours et labeurs », 2007  (ISBN 978-2-84910-664-8)
- Sauveteurs en mer, Atlantique, éditions Alan Sutton, coll. « Témoignages et récits », 2008  (ISBN 978-2-84910-826-0)
- Le Canton de La Ferté-Alais, éditions Alan Sutton, coll. « Mémoire en images », 2008  (ISBN 978-2-84910-827-7)
- Le Canton de Milly-la-Forêt, éditions Alan Sutton, coll. « Mémoire en images », 2009  (ISBN 978-2-84910-949-6)
- Contes, légendes et récits du Cotentin, éditions Alan Sutton, coll. « Provinces mosaïques », 2009  (ISBN 978-2-8138-0002-2)
- Le Cotentin de A à Z, éditions Alan Sutton, coll. « De À a Z », 2009  (ISBN 978-2-84910-936-6)
- Les Mousses : de Colbert à nos jours, Glénat, 2010  (ISBN 978-2-84833-233-8)
- La Carriole, Isoète, 2010  (ISBN 978-2-35776-013-4)
- La Quincaillerie Legallais, une destinée exceptionnelle, Éd. Le Télégramme, 2010  (ISBN 978-2-84833-245-1)
- Prendre pied, tenir ou mourir ! [Texte imprimé] : marin en guerre , P. Galodé, coll. « Les maritimes », 2010  (ISBN 978-2-35593-085-0)
- Les Grandes Catastrophes maritimes du XXe siècle. Tome I, 1900-1945, P. Galodé, coll. « Les maritimes », 2011  (ISBN 978-2-3559-3121-5)
- Le Carnet de cuisine du Cotentin, Éd. Le Télégramme, coll. « Cuisines en carnet », 2011  (ISBN 978-2-84833-257-4)
- Phares & feux de Normandie, OREP éditions, 2012  (ISBN 978-2-8151-0108-0)
- Dictionnaire du Cotentin, Éd. Le Télégramme, 2012  (ISBN 978-2-84833-275-8)
- Les Bateaux du jour, éditions Alan Sutton, coll. « Évocations », 2014  (ISBN 978-2-8138-0764-9)
- La Hague, éditions Alan Sutton, coll. « Les Petits Mémoire en images », 2014  (ISBN 978-2-8138-0759-5)
- Engins spéciaux du Débarquement, OREP éditions, 2015  (ISBN 978-2-8151-0211-7)
- La Côte d'Albâtre, éditions Alan Sutton, coll. « Les Petits Mémoire en images », 2016  (ISBN 978-2-8138-0946-9)
- Le Val-de-Saire, éditions Alan Sutton, coll. « Les Petits Mémoire en images », 2016  (ISBN 978-2-8138-0947-6)
- Cherbourg-en-cotentin, Éditions Magellan & Cie, coll. « Pour l'amour de... », 2019  (ISBN 978-2-35074-565-7)